# Evosonic

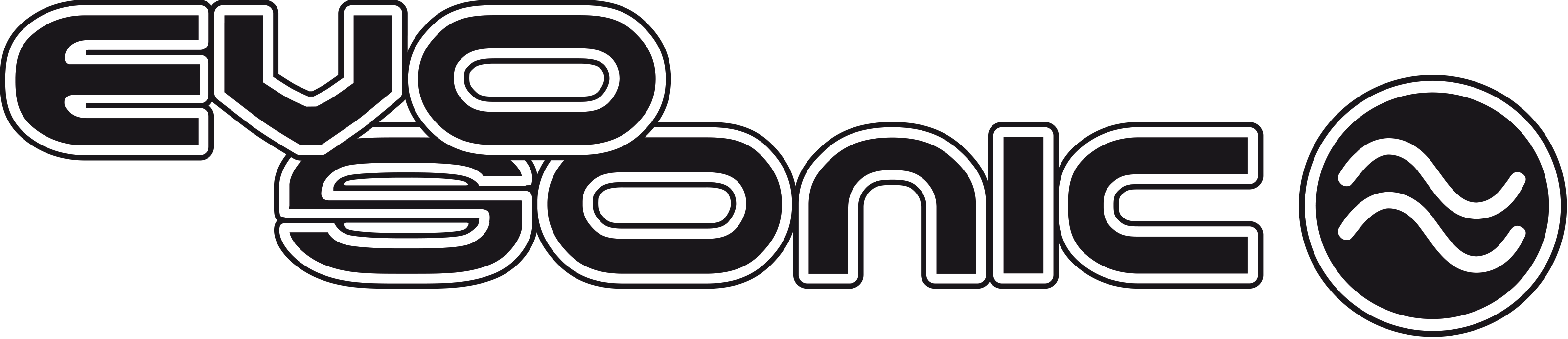
Das Logo von Evosonic

Evosonic ist ein auf elektronische Tanzmusik spezialisierter deutscher Hörfunksender, der Ende der 1990er-Jahre über Kabel und Satellit zu empfangen war. Seit 2017 ist der Sender wieder als Internetradio abrufbar.

## Geschichte
Betrieben wurde Evosonic von einem Team um DJ Mike S. (Chris-Maico Schmidt) aus Stuttgart sowie Hauptgesellschafter Frank Heitmeyer. Die erste Sendung erfolgte am 1. Mai 1997 aus Köln.
Wegen Zahlungsschwierigkeiten verlor Evosonic seine Tonunterträgerfrequenz bei Super RTL und war deshalb ab dem 1. Juni 1998 auch nicht mehr im Kabel zu empfangen, da für die Kabeleinspeisung eine Verbreitung via Satellit erforderlich war. Eine neue Tonunterträgerfrequenz konnte bei dem Sender Phoenix gefunden werden, der zu ARD und ZDF gehört. Da der WDR für ARD und ZDF die Durchführung des Senders Phoenix betreibt, meinte der WDR, ein Mitspracherecht bei der Benutzung der Tonunterträger zu besitzen – nach dem Einspruch des WDR wurde Evosonic die Nutzung der Tonunterträgerfrequenz verweigert. Fans von Evosonic unterstellten dem WDR, in dem Sender eine mächtige Konkurrenz heranwachsen zu sehen und ihm die Möglichkeit der Verbreitung nehmen zu wollen.
Die später genutzte Frequenz war eine Notlösung, die keinen langen Bestand hatte: Der zweite Sendestart erfolgte am 1. November 1998 nach einem Umzug nach München, wo dem Sender eine Frequenz des DSF zur Verfügung gestellt wurde. Gesendet wurde aus einem alten Kasernengebäude auf dem Domagkgelände in München-Schwabing-Freimann. Verhandlungen mit der Telekom um einen Platz im Kabelnetz blieben jedoch erfolglos. Am 1. Oktober 1999 um 15 Uhr wurde der Sendebetrieb endgültig eingestellt.
Evosonic orientierte sich nicht an den Konzepten der Formatradios, sondern überließ die Ausgestaltung zum Teil seinen Musikredakteuren und DJs, die größtenteils auf eine Gage verzichteten. Die Sendungen deckten mehrere Stilrichtungen im Bereich der elektronischen Musik ab. Wortbeiträge standen nicht im Fokus. Finanziert werden sollte Evosonic auch durch monatliche Beiträge der Mitglieder des Evosonic-Fördervereins Neukult e. V. Um den Sender darüber hinaus auf eine tragfähige finanzielle Basis zu stellen, hätte mehr Werbezeit verkauft werden müssen, was aber nicht möglich war, da die zum Verkauf nötige Reichweiteanalyse für Evosonic nicht zu bezahlen war.
Am Ende hatte Heitmeyer laut einem Bericht der Süddeutschen Zeitung einen siebenstelligen DM-Betrag in den Sender investiert.
Als Geschäftsführer und Programmchef von Evosonic Radio nahm Mike S. (Chris-Maico Schmidt) im Januar 2000 den German Dance Award in der Kategorie „Bestes Medium“ entgegen.
Mit der Gründung der Evosonic ltd. im April 2004 versuchte der Sender mittels der Sende- und Übertragungstechnik Digital Radio Mondiale erneut on air gehen zu können, stellte dies aber wenige Monate später ein. Laut Aussage von Frank Heitmeyer im September 2005 sind keine weiteren Versuche geplant, Evosonic wieder on air zu bringen.
Seit Januar 2010 besitzt u. a. Chris Maico Schmidt aka Mike S. die Namensrechte von Evosonic Radio und ist Domaininhaber von evosonic.de. Mitte 2009 hatte Frank Heitmeyer sie ihm übergeben. Seit Februar 2010 ist die Website wieder online. Im November 2010 ist das Markenrecht Evosonic an die D&S Edelmarken Vertriebs GmbH in Hamburg übergegangen.
Am 1. Mai 2012 wurde anlässlich des 15. Jahrestages von Evosonic ein zwölfstündiger Video-Livestream mit Markus König, Mike S., Andy Baar, Janja, Ponchmann und Thorsten Mesrine im Internet übertragen. Am 1. Mai 2013 startet das erste offizielle Evoarchiv.
Ende 2015 wird der erste Evosonic Podcast veröffentlicht.
Am 30. April 2016 feiert Evosonic mit einer neunzehnstündigen weltweiten Liveübertragung seinen 19. Geburtstag, kurz danach startet Evosonic eine eigene Radioshow auf sceen.fm.
Evosonic Records wurde am 5. Juli 2016 gegründet und veröffentlichte die LP Two Point Zero von Chris Maico Schmidt als Evo001.
Am 1. Mai 2017, zum 20-jährigen Jubiläum, startete der Evosonic Live Stream. Das Programm wurde zu einem großen Teil aus automatisierter Rotation konzipiert, unregelmäßig unterbrochen durch Livesendungen der Evosonic DJs, mit dem Ziel wieder 24 Stunden moderiertes Liveprogramm zu senden.
Am 7. Juni 2017 wurde die „Evosonic Radio Vision GmbH &Co.KG“, mit Sitz in Berlin, gegründet. Am 1. März 2019 bewarb sich Evosonic Radio als Event Radio für die Zuteilung einer UKW-Frequenz für den Veranstaltungsrundfunk in Berlin bei der Medienanstalt Berlin-Brandenburg. Die Genehmigung wurde erteilt. Somit konnte Evosonic Radio vom 26. August 2019 bis zum 22. September 2019 in Berlin auf der UKW-Frequenz 106,4 MHz senden. Gesendet wurde mit 200 Watt von der Sendestelle Berlin-Treptowers.
Seit Februar 2020 steht eine Radio-App für Android und iOS bereit, mit der man Evosonic im Webradio hören kann und in der Lage ist, weitere Programminformationen zu erhalten.
Vom 23. August bis zum 19. September 2021 sendete Evosonic Radio wieder auf der UKW-Frequenz 106,4 MHz in Berlin und übertrug unter anderem als offizieller Medienpartner live vom Zug der Liebe und dem MOVE! Ideenfest. Gesendet wurde mit 200 Watt von der Sendestelle Berlin-Treptowers.

## Einige Sendereihen

### 1997–1999
- Ad Libitum mit Detlef Keller
- All Confession (Alle Stilrichtungen) mit Daniel Woessner, Markus Meyer & Thomas Fröhlich
- Area Code (Progressive)
- Attitunes (Electro Jazzy Tunes)
- Back To The Basics (HipHop, TripHop, Drum and Bass) mit Marcus Maack
- Backfisch (Techno Classics) mit Mike S.
- Bassdrive (Hardcore) mit Johnny Cage
- Bass Invaders (Drum and Bass) mit Twister & Quincy
- Beatzversteigerung von und mit Lord Fader & Läser
- Bikini Club (später El Dorado) Bonnie und Clyde und El Phunkez (Resident)[10][11]
- Blaue Stunde mit Björn Lösekann
- Boulevard Beatnik (BigBeat,D&B,House) mit DJ Lynn Petrin
- Channel DD
- Connected (Anrufsendung) mit Thorsten Mesrine & Andy Baar
- Cosmium mit Alex Beeb
- Delicios (Progressive) mit DJ Andy Tex Jones & Steve Travell
- DiskoDynamite (Deep House) mit Dominic Chevalier und Markus König
- Drehstoff Muzik (Dope Beats) mit J.-P. Hulin & Mike Ungewitter
- Enemy Mind (Talk) mit Thomas Lux
- Evopool Update
- Evox - die Weekendshow Hosted by Ponch mit wechselnden Gästen
- Fluffy Ambient Garden mit Thorsten Mesrine
- Frisch gepresst (Trip-Hop & Electro) mit Orbital Mission
- Future Sound Of Radio mit DJ Dave Wakeman
- Glissando mit Rob Acid
- House au Chocolat mit DJ Spit aka Vittjas Tief and Guests
- House Sound of Hamburg mit DJ Lars Behrenroth
- Housemeister mit DJ Claus Bachor
- Joint Venture Radio (Alle Stilrichtungen) mit Doc Jones, dem Voodoopriester, Leptomorph, Helge Trohl und DJ Waxworker (Björn Lösekann)
- Kabelbrand (Electro) mit Ben Adler und Michael Busch
- Metropolis mit DJ M. Falkenberg
- MikeLike mit Mike S.
- Mind Trip (Nachtsendung: Ambient, Chill Out)
- Moorden  (MinimalFuturistisch) mit Dele Momoh
- Ohne Flax (Nonsens) mit Thorsten Mesrine und Mike S.
- Paradise FM (Psy-Trance) mit Thorsten Mesrine
- Ping (Themensendung "Hacking" / Computer & Internet)
- Reload (Drum and Bass) mit Bassface Sascha, aus München dann mit DJ Tobestar
- School Of Hardknocks (HipHop) mit DJ Large & DJ Wiz
- Selten Gehörte Musik (Nicht klassifizierbar) von der A-Musik-Crew
- Shake Up (Drum and Bass) mit DJ Xplorer und D-Pulse
- Sleep Disorder (Afterhour Sound) Samstags mit Andy Baar und Sonntags T_deee
- Slow Down mit DJ Manuel Falkenberg
- Soular Energy (Freestyle) mit Lynn & Lars
- Stakker (elektro-akustische Kunst)
- Subsonic (Acid House, Acid Techno) von Brixton
- Sunrise System (Atmospheric Drum and Bass) mit Clyde Barrows
- Tiefklang (Electro) mit Triple R
- Wiederhören macht Freude mit Desert & Photic Sonar

### Aktuell
- AbSOULute Beach mit DJof69
- Ad Libitum mit Detlef Keller
- Captain Ulitka's Dreams mit Kirill Matveev
- City of Drums Radioshow mit Tom La Mer
- Coffee House mit DPorter
- Deepnight Station mit Phil Harmony
- Differences mit Barbaros
- Dirty Techno Talk mit deKai
- Diva Disco mit N.O.X. II
- DruckLust mit Dynasty Traxx
- Electronic Dining Room mit DPorter
- Evopool Update 2.0 mit Chris Maico Schmidt, Julia Löwenherz und Noah Levin
- Gods House mit 1ofthe2
- Hamburg Nightline mit Sam Oliver
- HeXenRave, HeXenRock, HeXenWort mit Anastasia Belosova
- Innovation Germany mit Jörg Arweiler und Chris Maico Schmidt
- Klima und Kohle mit Prof. Dr. Henrik te Heesen und Prof. Dr. Christian Kammlot
- Jackfruit mit Dompe
- JARWEILER mit Jörg Arweiler
- Like That Underground mit MiKech
- Midnight Flow mit Manikin Records (Mario Schönwälder, Detlef Keller, Thomas Fanger uvm.)
- MixCult mit Kirill Matveev
- Ohral on Air mit Maxie König und Hardy Heller
- Ostufer mit Martin Vitzthum
- Scellectro Apartment mit Scelletor
- Sophisticated Rhythms mit Kay Barton
- Sunday Conspiracy mit Grandma Fläsch, Dirk Herzblut und T.B.K.
- Talking Heads mit Sam Oliver und Chris Maico Schmidt
- The Drum and Bass Dimension mit DJ K-Lyde und MC Elite
- Tom's Diner mit Tom La Mer
- Trance Addiction mit Adambo
- Westufer mit Martin Vitzthum
- Wohnzimmer mit Gerzee, Kay Barton, Mathias Schaffhäuser und Mijk van Dijk